# Corriente de las Islas Canarias

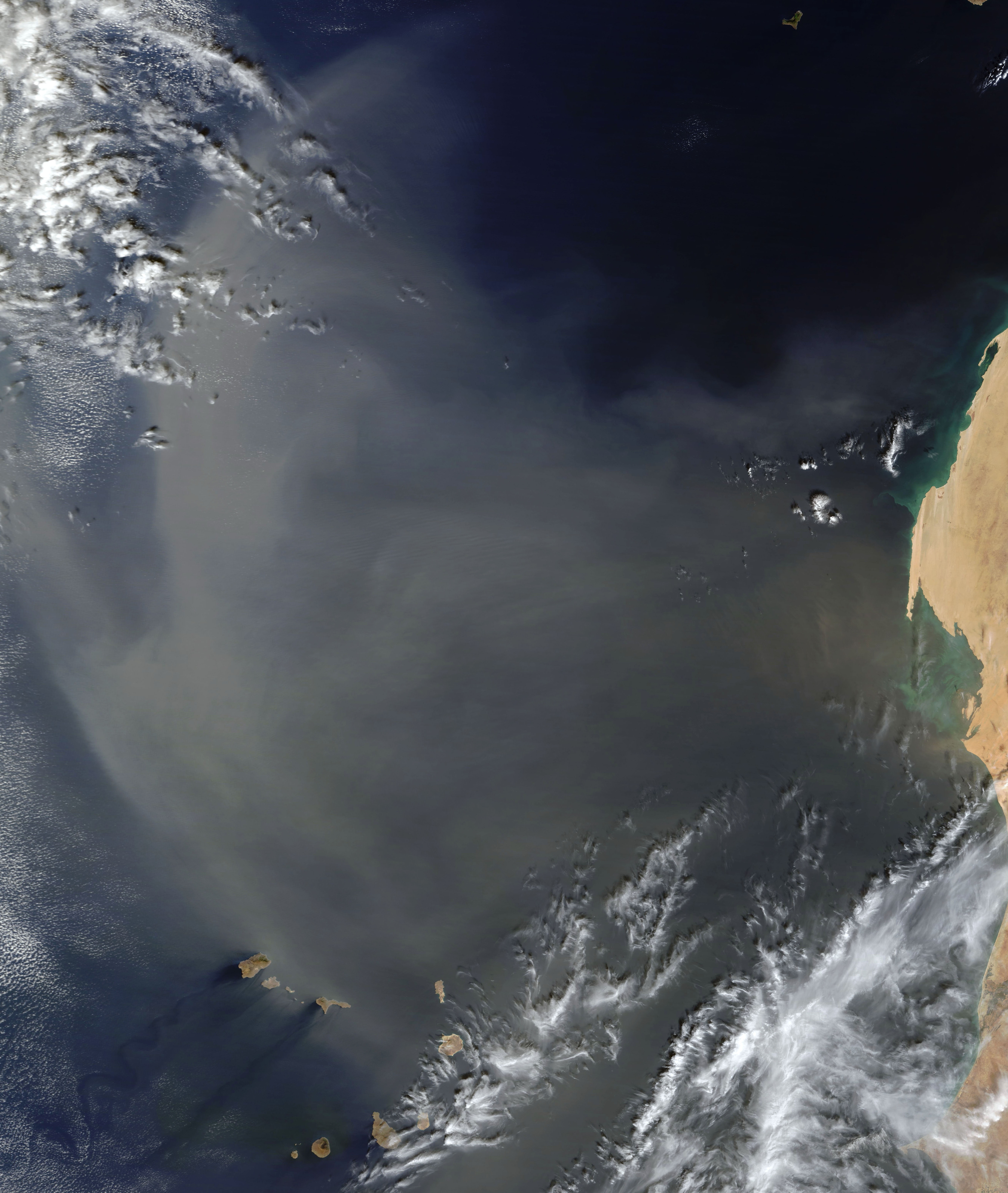
Corriente de las Islas Canarias, las cuales pueden verse cerca de la costa, con la imagen enturbiada por una tormenta de arena que penetra en el océano Atlántico rotando en sentido horario, como corresponde a la subsidencia del aire frío en el hemisferio norte. Puede verse la extensa superficie sin nubes entre Canarias (arriba a la derecha) y Cabo Verde (abajo a la izquierda) lo cual se debe al ascenso de aguas frías (upwelling en inglés) por el movimiento de rotación terrestre.

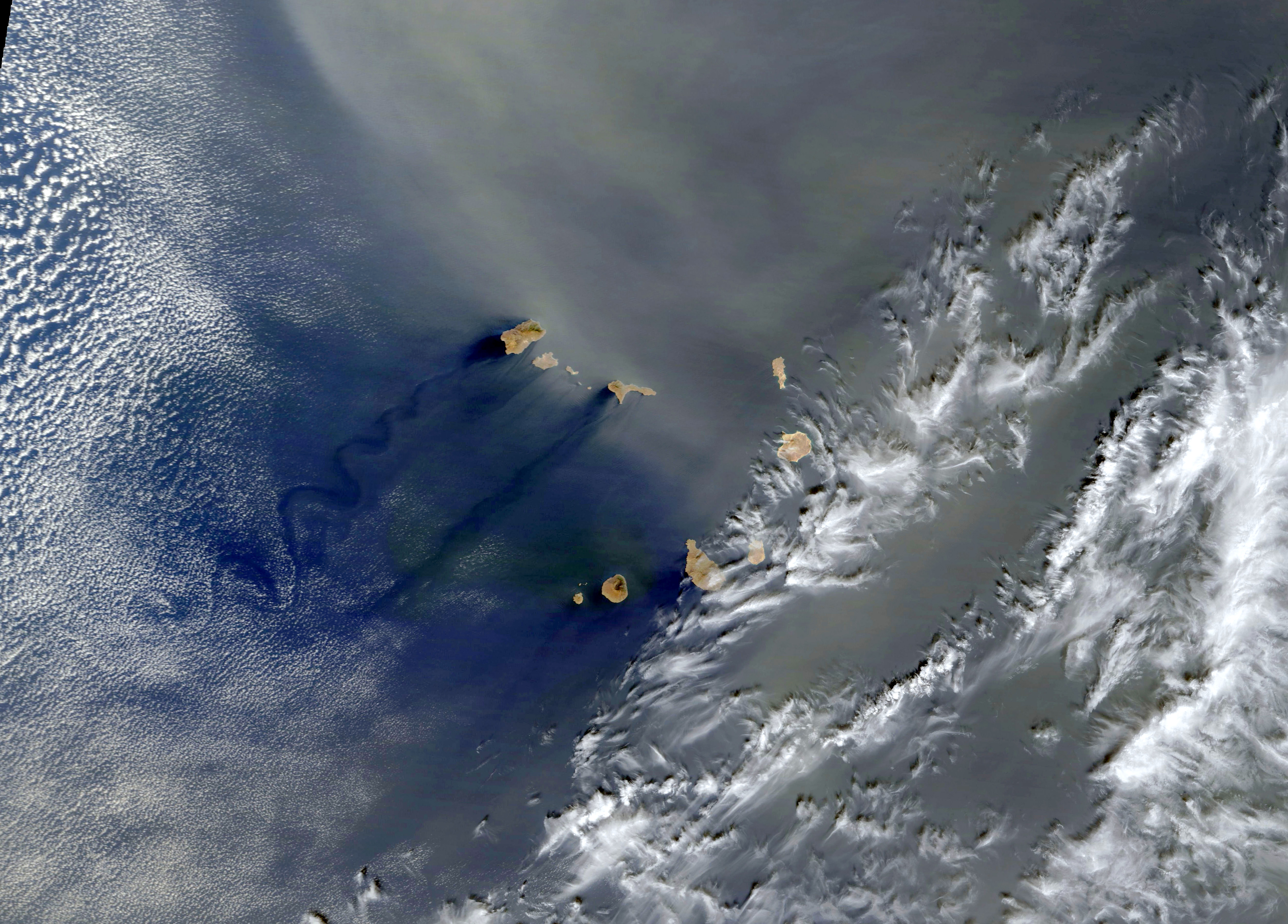
Ríos con meandros en la superficie del icéano Atlántico. Este hecho curioso se produce por el ascenso de aguas profundas en las costas occidentales de las islas de Cabo Verde que están en las aguas frías también, de la Corriente de las Canarias. Esta imagen se ha obtenido de una ampliación de la imagen superior.

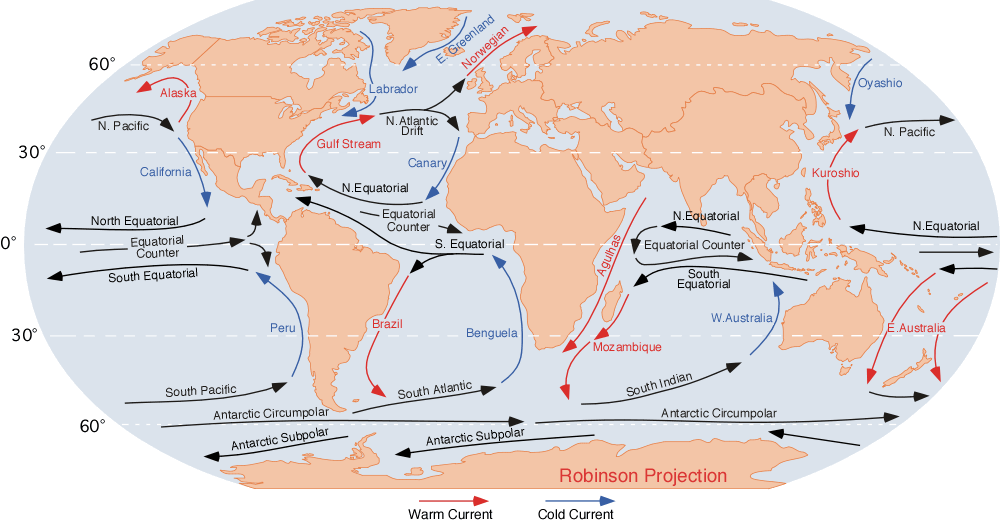
Corrientes oceánicas mundiales, entre las que se encuentra la corriente de las Islas Canarias.

La corriente de las Islas Canarias, a la que da nombre el archipiélago del mismo nombre (Islas Canarias), es una corriente costera de aguas muy frías del océano Atlántico. Se encuentra como «atrapada» entre la costa noroeste de África y el ramal meridional de la corriente del Golfo o corriente atlántica del Norte, visible en la imagen de satélite por una franja de nubes ubicada entre las Canarias y las Azores, que pueden verse en la esquina noroeste de la imagen satelital. No constituyen, como se puede ver, una misma corriente, por la distinta temperatura de sus aguas, coincidiendo la franja de nubes próxima a las Canarias, con el ramal sur (de retorno) de la corriente del Golfo, que es de aguas más cálidas. Por otra parte, debido a su latitud subtropical viene a ser la zona donde se inician los vientos alisios, sin nubes sobre las aguas frías y con bandas de nubes sobre aguas más cálidas. Las diferencias entre la distinta nubosidad de los alisios determinan el clima del archipiélago de las Canarias, mucho más lluvioso hacia el norte y oeste y muy seco hacia el este (islas de Lanzarote y Fuerteventura, especialmente). Esta imagen sinóptica no es permanente sino que varía a lo largo del año, ampliándose el efecto de las aguas frías hasta incluir a todas las Canarias (como se ve en la imagen de satélite) o avanzando hacia el este las bandas lluviosas de los alisios que traen las lluvias a las islas occidentales del archipiélago. La diferente influencia de los alisios determina también la mayor o menor sequedad estacional de las islas: el predominio del área anticiclónica de las aguas frías (idea explicada en el artículo sobre la diatermancia) puede traer largos períodos de sequía incluso a las islas de clima más húmedo que, en algunos años han determinado extensos incendios cuya huella suele verse en la corteza negra de muchos pinos canarios, una variedad de coníferas adaptada durante miles de años a los frecuentes incendios, no tanto debidos a razones climáticas, sino a las erupciones volcánicas. Estos pinos, aunque sufran un incendio de grandes proporciones siguen viviendo y creciendo, a diferencia de los eucaliptos, que sembrados en grandes extensiones crean problemas insolubles cuando se producen incendios forestales (ver Viernes Negro (1939))

## Diferencias con otras corrientes del Atlántico Norte
Esta riqueza pesquera se debe, no directamente a la frialdad del agua, sino a la surgencia o ascenso de aguas muy frías y profundas, que arrastran hacia la superficie toda la materia orgánica vegetal y animal que constituye la base de la alimentación de todo el fitoplancton , de todos los peces que constituyen esa gran riqueza económica. A grandes rasgos, toda la materia orgánica tanto vegetal como animal en descomposición tiene una densidad ligeramente superior a la del agua, por lo que, de no ser por el ascenso del agua, toda esa materia orgánica se iría al fondo abisal oceánico como sucede en otras partes del océano. Con un frente marítimo de aproximadamente 500 km, mantiene en su trayectoria una dirección NE-SO. Su velocidad de desplazamiento es relativamente lenta (25 cm/s), pero al introducirse en el archipiélago, este ejerce un efecto barrera que produce un incremento de su velocidad hasta superar los 60 cm/s en las aguas interinsulares de Canarias. 
La corriente de las Islas Canarias se distingue de la rama sur de la corriente del Atlántico Norte por su temperatura mucho más fría, y fluye hacia el suroeste hasta las islas de Cabo Verde, y desde allí torna al oeste. El enfriamiento de la temperatura y la sequedad del clima son causados por el afloramiento de aguas profundas y, por lo tanto, muy frías. El mayor afloramiento se produce entre 23 y 25 grados de latitud norte () aunque su frente de acción puede verse en la imagen de satélite entre los 15º de latitud norte (Cabo Verde, Dakar) y los 30ª, al norte de las Canarias. Este amplio y lento movimiento se cree que ha sido explotado en la antigüedad en los primeros asentamientos y navegaciones fenicias a lo largo de la costa occidental de Marruecos. Los antiguos fenicios no sólo explotaron numerosas pesquerías en esta zona, sino que también establecieron una fábrica de púrpura en la isla de Mogador, hoy Esauira, para obtener un tinte púrpura de un gasterópodo marino (múrice) del género Murex (ver isla de Mogador en WikiMapia:).

## Las calmas
Las calmas son zonas de aguas más estables que se generan a sotavento de las islas de mayor relieve a expensas de la protección que la propia altura de su territorio le confiere, frente a la mencionada corriente de las Islas Canarias y también al alisio. 
Estos lugares de calmas, que se establecen fundamentalmente en las islas de Tenerife, La Palma, Gran Canaria, El Hierro y La Gomera, son originados a consecuencia del vacío que los relieves insulares imprimen a la corriente general. Además, estas costas están menos azotadas por el viento, lo que hace que sus aguas se mezclen en menor proporción con las aguas frías provenientes del este. En Lanzarote y Fuerteventura, islas de significativo menor relieve, la formación de las calmas es menos evidente. No obstante, en estas islas el fenómeno que se puede observar es el socaire o sotavento.
Otro efecto resultante del vacío orográfico es el de las turbulencias que se producen por el rozamiento de los vientos y la corriente contra la orografía de las islas Canarias. Este fenómeno propicia la aparición de remolinos, denominados ciclónicos y anticiclónicos, al oeste y al este de las islas, respectivamente.

## Contracorriente de Canarias
La contracorriente de Canarias ocurre todos los años en los meses de otoño debido a la expansión del giro subtropical permitiendo el transporte de toda la columna del agua hacia el norte. 
Ante todo, es preciso señalar que es dudoso el empleo del término de contracorriente a un nivel profundo, por el hecho de que todas las corrientes oceánicas, sin excepción, son superficiales. Lo que sucede en el fondo del océano no es sino una especie de compensación al movimiento en la superficie, es decir, a las propias corrientes oceánicas.
En la franja costera cercana a este continente tiene lugar el fenómeno denominado afloramiento (o up-welling), que consiste en el ascenso de las aguas frías procedentes del fondo oceánico debido al movimiento de rotación terrestre de oeste a este, el cual obliga a dicho ascenso por el efecto del plano inclinado del talud continental africano. Los vientos del este y noreste también contribuyen a dicho afloramiento o "upwelling" de las aguas oceánicas por el desplazamiento de las aguas superficiales océano adentro ya que dicho desplazamiento mar adentro incrementa el ascenso de aguas profundas que van reemplazando las aguas superficiales que se mueven precisamente mar adentro. Estas aguas, profundas y frías, se caracterizan entre otras cuestiones por ser muy ricas en nutrientes. Esto lleva aparejado un aumento de la producción de fitoplancton y consecuentemente una mayor presencia de otras especies marinas en las costas saharianas.
La corriente superficial debida al afloramiento fluye de este a oeste (específicamente, de noreste a sudoeste); su influencia en cuanto al aporte de nutrientes es más notable en las costas africanas y en las costas orientales de Fuerteventura y Lanzarote.